# Langholm
Langholm é um burgo no distrito de Dumfries and Galloway, Escócia, Grã Bretanha.
A cidade cresceu em torno da indústria têxtil na região e sua população é de 2.300 habitantes (censo 2001). Cercada por três colinas, a maior delas com 300m de altura, ela recebe um famoso festival de música, artes e comida.
Ela foi o lar do clã Armstrong, que no fim da Idade Média foi expulso da Escócia e seus integrantes condenados à forca, e  migrou para os Estados Unidos. Em 1972, seu mais ilustre descendente, o astronauta norte-americano Neil Armstrong, primeiro homem a pisar na Lua, visitou a cidade de seus antepassados e foi recebido com alegria e honras, recebendo o título de primeiro Armstrong livre do burgo local, após o prefeito rasgar a lei de quatrocentos anos de idade que condenava a forca qualquer Armstrong encontrado na cidade.